# ヒューマニン
ヒューマニン (humanin) はポリペプチドの一種。ヒトの脳の後頭葉から発見され、ニューロンの死滅を防ぐ作用があるとされる。2001年、慶應義塾大学の西本征央によって発見された。アルツハイマー病の治療薬として用いることが考えられている。
構造はH-Met-Ala-Pro-Arg-Gly-Phe-Ser-Cys-Leu-Leu-Leu-Leu-Thr-Ser-Glu-Ile-Asp-Leu-Pro-Val-Lys-Arg-Arg-Ala-OH。